# بز کوهی آلپ
بز کوهی آلپ (نام علمی: Capra ibex) نام یک گونه از سرده بز کوهی است. بز کوهی آلپ (Capra ibex)، همچنین به عنوان steinbock شناخته می‌شود، گونه ای از بز است که در کوه‌های آلپ اروپا زندگی می‌کند. این یکی از ده گونه در جنس Capra است و نزدیکترین خویشاوند زنده آن بز کوهی ایبری است. بز کوهی آلپ یک گونه از نظر جنسی دوشکلی است: نرها بزرگتر هستند و شاخ‌های بلندتری نسبت به ماده‌ها دارند. بزهای آلپ تمایل دارند در زمین‌های شیب دار، ناهموار و علفزارهای آلپی باز زندگی کنند. آنها را می‌توان در ارتفاعات تا ۳۳۰۰ متر (۱۰۸۰۰ فوت) یافت و سم‌های تیز آنها به آنها اجازه می‌دهد تا زیستگاه کوهستانی خود را افزایش دهند.

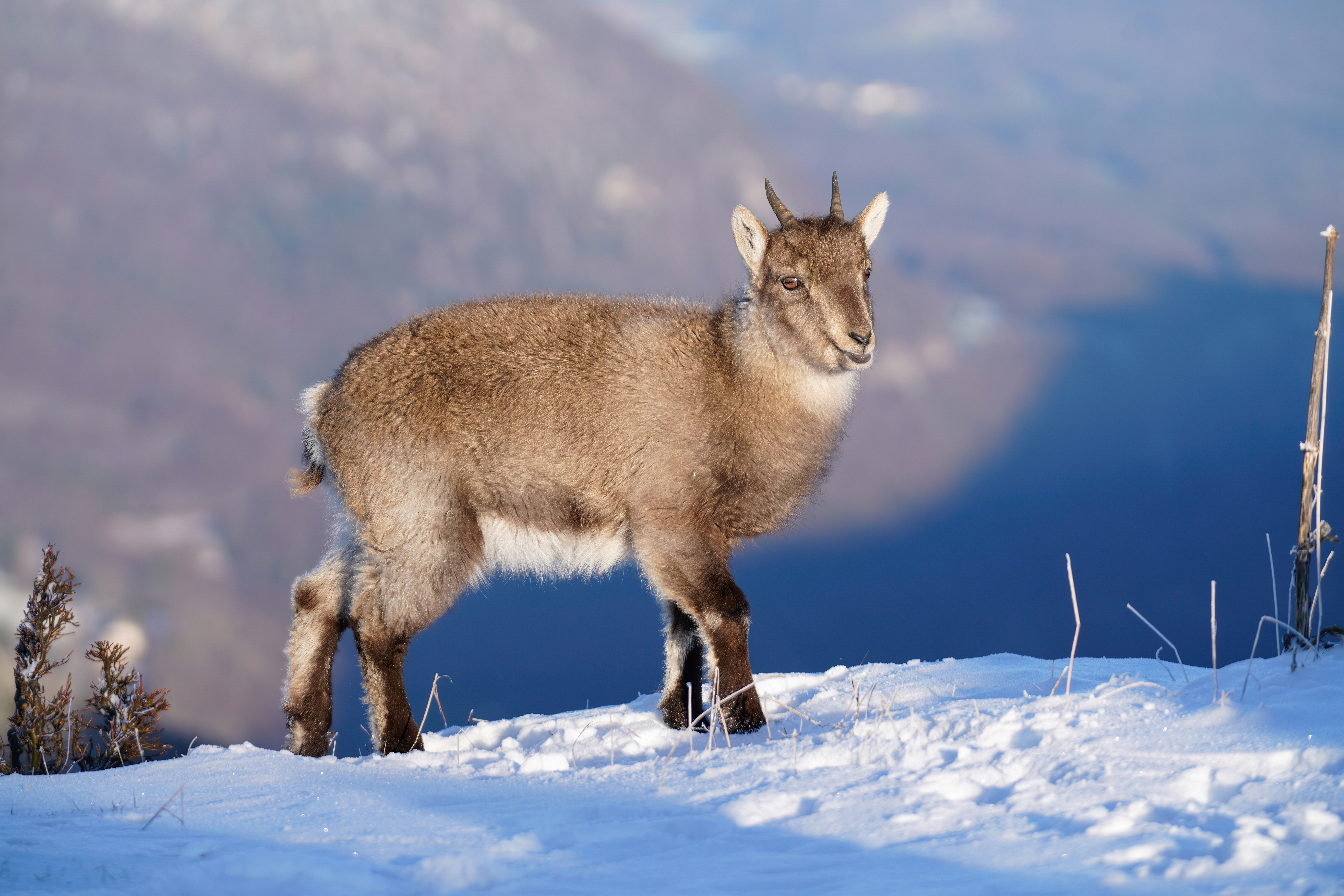
بره بز کوهی آلپ در برف

بزهای آلپ عمدتاً از علف تغذیه می‌کنند و در طول سال فعال هستند. آنها همچنین اجتماعی هستند، اگرچه نر و ماده بالغ در بیشتر سال از هم جدا می‌شوند و فقط برای جفت‌گیری گرد هم می‌آیند. در طول فصل تولید مثل، نرها برای دسترسی به ماده‌ها با استفاده از شاخ‌های بلند خود مبارزه می‌کنند. بزکوه‌ها شکارچیان کمی دارند اما در برابر انگل‌ها و بیماری‌های مختلف تسلیم می‌شوند.
این گونه در حال حاضر به عنوان کمترین نگرانی توسط اتحادیه بین‌المللی حفاظت از طبیعت فهرست شده‌است، اما در طول رویداد نزدیک به انقراض خود با گلوگاه جمعیتی کمتر از ۱۰۰ نفر روبرو شد. این منجر به تنوع ژنتیکی بسیار پایین در بین جمعیت‌ها شده‌است.